# Ophiophthalmus diplasia
Ophiophthalmus diplasia är en ormstjärneart som först beskrevs av Hubert Lyman Clark 1911.  Ophiophthalmus diplasia ingår i släktet Ophiophthalmus och familjen knotterormstjärnor. Inga underarter finns listade i Catalogue of Life.